# Thisteds kommun

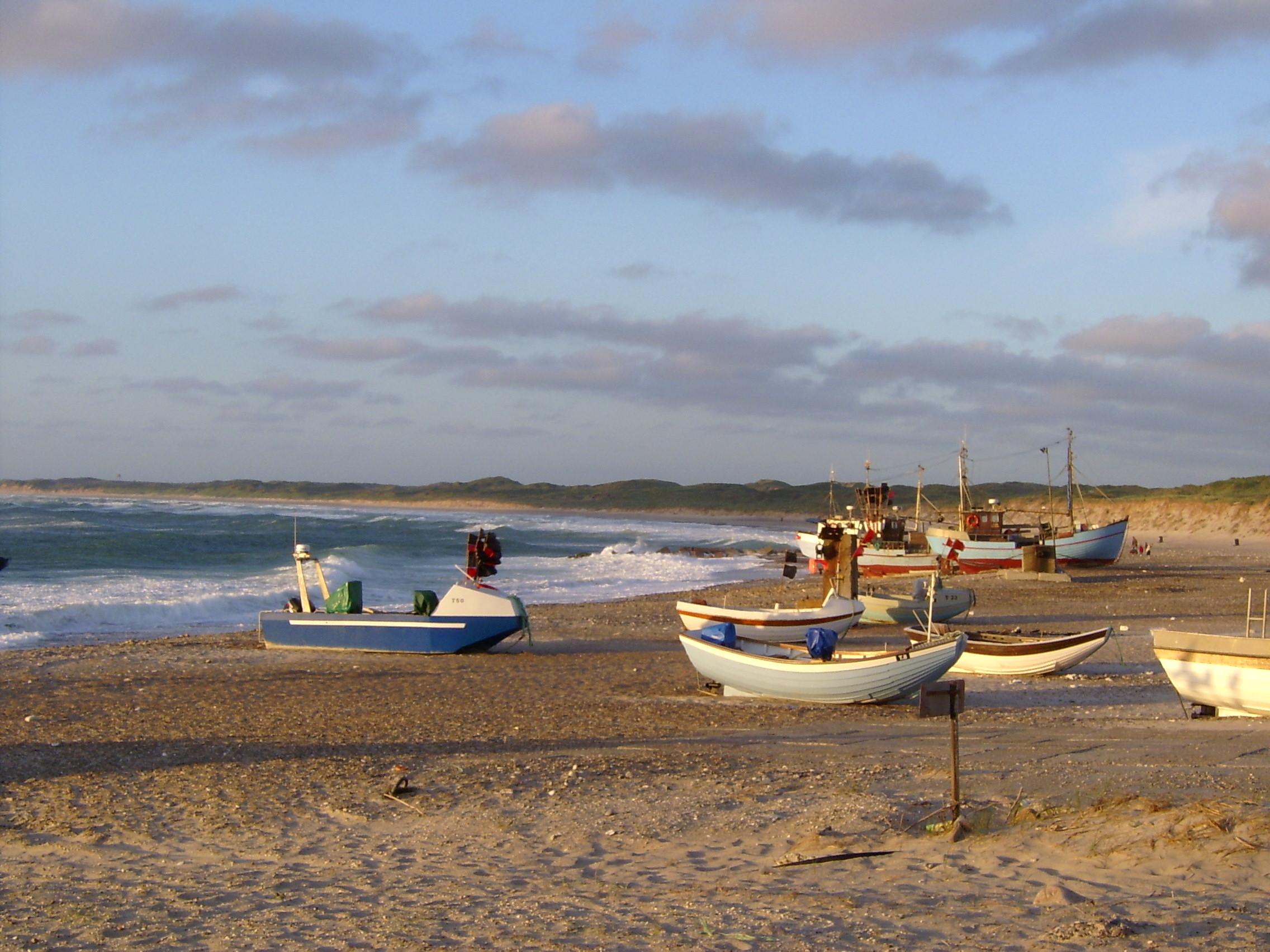
Vy över stranden med små trålare som ligger i Vorupør, Danmark.

Thisteds kommun är en kommun i Region Nordjylland i Danmark. Huvudort är Thisted.
Thisteds kommun utökades vid kommunreformen 2007 genom att Hanstholms och Sydthy kommuner lades till den redan existerande Thisteds kommun.
| Kommunens största orter |            |                 |                 |      |
| Nr                      | Ort        | Invånare (2011) | Invånare (2012) | +/–  |
| 1                       | Thisted    | 13 005          | 13 138          | +133 |
| 2                       | Hurup      | 2 803           | 2 789           | -14  |
| 3                       | Hanstholm  | 2 361           | 2 276           | -85  |
| 4                       | Snedsted   | 1 188           | 1 191           | +3   |
| 5                       | Nors       | 1 057           | 1 068           | +11  |
| 6                       | Sennels    | 868             | 882             | +14  |
| 7                       | Bedsted    | 900             | 874             | -16  |
| 8                       | Klitmøller | 805             | 833             | +28  |
| 9                       | Koldby     | 771             | 777             | +6   |
| 10                      | Sjørring   | 725             | 729             | +4   |

## Administration
Byrådet är Thisteds högsta beslutande organ och innehåller 27 medlemmar. Det finns fem så kallade "udvalg", som kan ses som olika förvaltningar. Dessa är: Ekonomiförvaltningen, Barn- familj- och kulturförvaltningen, Social- och sundhetsförvaltningen, Omsorgsförvaltningen samt Miljö- och teknikförvaltningen.

## Vänorter
- Loimaa
- Mosfellsbær
- Skien
- Uddevalla